# Aslaug
Aslaug je bila kraljica u nordijskoj mitologiji, koja se pominje u brojnim nordijskim sagama.
U Sagi o Ragnaru Lodbroku Aslaug se pominje kao kćerka Sigurdova (legendarnog heroja iz nordijske mitologije i centralne figure Volsunga Sage) i Brumhilde, ali je o njoj brinuo Brumhildin poočim Hajmer. Nakon smrti njenih roditelja Hajmer se brinuo za njenu bezbednost pa je napravio dovoljno veliku harfu da sakrije devojčicu i tako je sa njom putovao po zemlji kao siromašni muzikant. Nakon što su stigli u jedno norveško selo Spangerid ostali su da prenoće kod seljana Akea i Grime. Ake i Grima su verovali da Hajmer u harfi čuva blago pa su ga ubili. Kada što su u harfi videli Auslag odlučili su da je oni odgajaju i dali su joj ime Kraka (vrana) i krili su njeno plemićko poreklo. Ali jednog dana dok se kupala u reci Ragnarovi ljudi su je videli i bili su opčinjeni njenom lepotom, potom je Ragnar poslao svoje ljude po nju i naredio joj da dođe ni obučena i neobučena, ni gladna ni sita, ni sama ni u društvu. Tada je Aslaug došla  odevena mrežom, grizući luk i u društvu sa psom. Kada je Ragnar ugledao bio je opčinjen njenom lepotom i njenom pameću i predložio joj brak, ali je ona to odbila dok ne ispuni svoju misiju u Norveškoj. Kada je Ragnar posetio jednog švedskog grofa, on ga je ubedio da odbaci Aslaug i oženi njegovu kćerku, Ingeborg. Na povratku kući, tri ptice su već obavestili Aslaug o Ragnarovim planovima tako da mu je ona rekla njeno pravo poreklo. Da bi dokazala da je ona kćerka Sigurda koji je ubio Fafnira, ona je rekla da će roditi dete čije oči će nositi sliku zmije. To se desilo i ona je rodila sina Sigurda Sa Zmijom u Oku. Kada je švedski grof saznao da je Ragnar promenio mišljenje, pobunio se protiv njega, ali je ubijen od Ragnarovih sinova.
Aslaug je Ragnaru rodila 4 sina: Ivar Bez Kostiju, Hvitserk, Uba i Sigurd Sa Zmijom u oku.

## Literatura
- Thorpe, Benjamin (1851). „Of Ragnar and Aslaug”. Northern Mythology, Comprising the Principal Popular Traditions and Superstitions of Scandinavia, North Germany and the Netherlands. Lumley. стр. 109—113.
- Morris, William (1870). „The Fostering of Aslaug”. The Earthly Paradise.